# Alain Marie Pierret
Alain Marie Pierret (* 16. Juli 1930 in Mourmelon-le-Petit, Châlons-en-Champagne; † 24. Juni 2023 in Saint-Maximin-la-Sainte-Baume) war ein französischer Diplomat.

## Leben
Alain Marie Pierret war der Sohn von Yvonne Delhumeau und Henri Pierret. Er heiratete 1958 Jacqueline Nanta.
Er studierte an der École nationale de la France d’Outre-Mer.
Er wurde von der Marine im Indochinakrieg, Togo und in der algerischen Sahara eingesetzt.
Von 26. November 1975 bis 7. Mai 1982 war er Botschafter bei Seyni Kountché in Niamey.
Von 2. Juni 1986 bis 12. Juni 1991 war er Botschafter in Tel Aviv.
Von 9. Oktober 1991 bis 15. September 1993 war er Botschafter in Brüssel.
Von 15. September 1993 bis 20. September 1995 war er Botschafter beim Heiligen Stuhl.
| Vorgänger                              | Amt                                                     | Nachfolger             |
| -------------------------------------- | ------------------------------------------------------- | ---------------------- |
| Henri Costilhes                        | Französischer Botschafter in Niger 1975–1982            | Maurice Courage        |
| Jacques Pierre Dupont                  | Französischer Botschafter in Israel 1986–1991           | Jean-Louis Marie Lucet |
| Comte Xavier Marie du Cauzé de Nazelle | Französischer Botschafter in Belgien 1991–1993          | Jacques Bernière       |
| René Ala                               | Französischer Botschafter beim Heiligen Stuhl 1993–1995 | Jean-Louis Marie Lucet |